# Nedum Onuoha
Nedum Onuoha (* 4. listopadu 1986 ve Warri, Nigérie) je bývalý anglicko-nigerijský fotbalový obránce, který naposledy hrál za americký tým Real Salt Lake. V minulosti hrál i za anglickou reprezentaci do jednadvaceti let.
Nedum byl již od dětství fanouškem Manchesteru City a od roku 1996 také patřil do jejich mládežnické akademie.

## Klubová kariéra

### Manchester City
V sezóně 2003/04 hrával Onuoha pravidelně za rezervní tým City, v prvním týmu se poprvé představil v přípravě před sezónou 2004/05 v zápase proti Bury FC. První soutěžní zápas za "Citizens" odehrál v rámci Carling Cupu proti Arsenalu, 27. října 2004, ve věku sedmnácti let.
Ačkoliv je Nedum Onuoha stoper, manažer Kevin Keegan jej na začátku jeho kariéry stavěl na pozici pravého obránce, aby zlepšil jeho přihrávky. Kvůli různým zraněním odehrál v prvních dvou sezónách pouze 30 soutěžních zápasů. V sezóně 2006/07 naopak díky zraněním několika hráčů základní sestavy dostal více šancí a nakonec také novou čtyřletou smlouvu.
16. března 2008 vstřelil Nedum svůj první gól za Manchester City a to v domácím zápase s Tottenhamem Hotspur. 29. června 2009 se s Manchesterem City dohodl na nové pětileté smlouvě.

#### Sunderland (hostování)
V srpnu 2010 se Nedum připojil k týmu Sunderlandu pod vedením manažera Steva Bruce, aby s týmem strávil celou sezónu 2010/11. Jeho první start za "Černé kočky" byl v zápase s Birminghamem City na Stadium of Light, 14. srpna. Svůj první gól vstřelil na Stamford Bridge, při výhře 0:3 nad londýnskou Chelsea. Nedum za Sunderland vstřelil sice pouze jeden gól, nicméně ten byl vyhlášen jako nejlepší gól Sunderlandu za celou sezónu.

### Queens Park Rangers
26. ledna 2012 se Nedum dohodl s londýnskými QPR na čtyřapůlleté smlouvě. Nedum se tak znovu setkal se svým bývalým manažerem z Manchesteru City Markem Hughesem. Přestupová částka nebyla zveřejněna, spekuluje se o cifře okolo 3 milionů liber.

## Úspěchy

### Klubové
Manchester City
- Vodacom Challenge - druhé místo 2009

## Individuální ocenění
- Gól sezóny Sunderlandu: 2011